# 雪莲
雪蓮（学名：Saussurea involucrata）又稱雪莲花、高山雪蓮或天山雪蓮，为菊科多年生草本植物，分布于中國新疆天山南北山坡、阿尔泰山及昆仑山，哈萨克斯坦、吉尔吉斯斯坦和蒙古也有分布，分布海拔为2400–4100米，一般生于山坡、山谷、水边、草地和岩缝等环境。
雪莲种子在摄氏零度时发芽，3－5°C时生长，幼苗可经受−21°C的严寒。其虽然要生长5年才能开花，但实际上主要生长时期仅有8个月。自1960年代以来，由于濫採濫挖，雪莲野外居群数量已大幅减少，现列为国家二级保护植物。

## 形态描述
本种为多年生草本植物，高度约15至35厘米。根状茎较粗，颈部常残留许多褐色的老叶痕。茎直立粗壮，基部直径约2至3厘米，无毛。叶片密集生长，基生叶与茎生叶均无叶柄，叶片呈椭圆形或卵状椭圆形，最长可达14厘米，宽2至3.5厘米，顶端钝或稍尖，基部略向下延伸，边缘具明显尖锐锯齿，叶两面无毛。茎顶近花序处的最上部叶片变为苞叶，质地薄而略带膜质，呈淡黄色，宽卵形，长5.5至7厘米，宽2至7厘米，包裹整个总花序，边缘同样具尖齿。
头状花序数量为10至20个，密集排列成顶生的球形总花序，小花梗极短或几乎无。总苞呈半球形，直径约1厘米，由3至4层总苞片构成。总苞片边缘或整体常带紫褐色，先端锐尖，外层稀疏被长柔毛；外层苞片为长圆形，长约1.1厘米，宽5毫米；中层与内层为披针形，长1.5至1.8厘米，宽约2毫米。
小花呈紫色，长约1.6厘米，花冠管部约长7毫米，裂片（檐部）约长9毫米。果实为瘦果，长圆形，长度约3毫米。冠毛呈污白色，具两层：外层较短，粗糙呈刚毛状，长约3毫米；内层较长，呈羽毛状，长约1.5厘米。
花果期为每年7月至9月。

## 外部連結
- 天山雪蓮 中藥材圖像數據庫  (香港浸會大學中醫藥學院) （中文）（英文）
- 天山雪蓮 Tian Shan Xue Lian （页面存档备份，存于） 中藥標本數據庫 (香港浸會大學中醫藥學院) （繁體中文）（英文）
- 雪蓮花 Xue Lian Hua （页面存档备份，存于） 中藥標本數據庫 (香港浸會大學中醫藥學院) （繁體中文）（英文）

1. ↑  . 植物智——植物物种信息系统. 中国科学院植物研究所.   [2025-06-07].
2. ↑  Fu, Li-kuo. J. M. Jin , 编. . 1992.
3. ↑  . 植物智——植物物种信息系统. 中国科学院植物研究所.   [2025-06-07].
4. ↑  . 植物智——植物物种信息系统. 中国植物志.   [2025-06-07].